# Pseudovilerna reducta
Pseudovilerna reducta is een rechtvleugelig insect uit de familie veldsprinkhanen (Acrididae). De wetenschappelijke naam van deze soort is voor het eerst geldig gepubliceerd in 1900 door Brunner von Wattenwyl.